# Katja Zinsmeister
Katja Zinsmeister (* 4. Mai 1973 in Stuttgart) ist eine deutsche Theater- und Filmschauspielerin.

## Leben
Katja Zinsmeister studierte von 1996 bis 2000 an der Hochschule für Schauspielkunst Ernst Busch in Berlin. Danach war sie bis 2003 am Theater Bremen engagiert. Von 2010 bis 2018 war sie Ensemblemitglied am Theater Aachen und wechselte dann zum Hans Otto Theater Potsdam.

## Filmografie (Auswahl)
- 1998: Der Strand von Trouville
- 2007–2009: Großstadtrevier (Fernsehserie, 4 Folgen)
- 2007: Wege zum Glück
- 2008: Der Baader Meinhof Komplex
- 2008: Willkommen zu Hause
- 2009: 21:37

## Hörspiele (Auswahl)
- 2001: Martin Ahrends: Mauerspringer – 40 Jahre Mauerbau: Szenen aus dem Grenzgebiet (Gast) – Regie: Christiane Ohaus (Original-Hörspiel – SR/NDR/RB)
- 2001: Patricia MacLachlan: Schere, Stein, Papier (Sophie (E)) – Regie: Christiane Ohaus (Hörspielbearbeitung, Kinderhörspiel – RB/Barbara Asbeck)
- 2002: Lisa Tetzner: Die schwarzen Brüder (Einteilige und zweiteilige Fassung) (Bianca) – Regie: Christiane Ohaus (Hörspielbearbeitung, Kinderhörspiel – RB/Gesine Kellermann/NDR/BR)